# 寇猛
寇 猛（こう もう、470年 - 506年）は、北魏の宣武帝に仕えた寵臣。字は吐陳。本貫は上谷郡沮陽県。

## 経歴
寇平城の孫にあたる。若くして見栄えと才能を評価されて虎賁に任用され、後に羽林中郎に転じた。497年（太和21年）、孝文帝に従って南陽攻撃に参加したが、敵を前にして進まず、免官された。宣武帝が即位すると、再び任用され、その膂力を評価されて、帝の側近に置かれ、千牛備身となった。武衛将軍の号を加えられた。禁中に自由に出入りして、規制を受けることもなかった。上谷寇氏の出身であったことから、燕州大中正に任じられた。家に財産を蓄え、宏壮な邸宅には妻妾や下僕を多く抱えた。子弟も栄耀に浴したが、茹皓や王仲興の一族の栄華には及ばなかった。506年（正始3年）4月、洛陽の承華里で死去した。享年は37。平北将軍・燕州刺史の位を追贈された。

## 伝記資料
- 『魏書』巻93 列伝第81
- 『北史』巻92 列伝第80
- 魏故歩兵校尉千牛備身武衛将軍燕州大中正平北将軍燕州刺史寇君墓誌銘（寇猛墓誌）